# À l'ombre des tombeaux
À l’ombre des tombeaux est un film muet français réalisé par André Hugon, sorti en 1927.

## Fiche technique
- Titre : À l’ombre des tombeaux
- Autre titre : La vestale du Gange
- Réalisation : André Hugon
- Société de production : Star Film
- Pays de production : France
- Format : Noir et blanc - Muet - 1,33:1
- Date de sortie :
  - France : 26 août 1927

## Distribution
- Camille Bert
- Max Tréjean
- Georges Melchior
- Paul Franceschi
- Simone d'A-Lal
- Félix d'Aps
- Bernhard Goetzke
- Madame Lenoir
- Regina Thomas